# La Contadora de Películas
La Contadora de Películas (internationaler englischsprachiger Titel The Movie Teller) ist eine Tragikomödie von Lone Scherfig. Die spanisch-chilenisch-französische Koproduktion mit internationaler Besetzung, darunter Bérénice Bejo, Antonio de la Torre und Daniel Brühl, spielt in den 1960er und 1970er Jahren in einer Bergbaustadt im Herzen der Atacama-Wüste und erzählt von einer jungen Frau namens María Margarita, die die Gabe hat, gut Filme nachzuerzählen. La Contadora de Películas basiert auf dem gleichnamigen Roman des chilenischen Literaturpreisträgers Hernán Rivera Letelier. Im Hintergrund der Geschichte wird vom Aufstieg und Fall des sozialistischen Politikers Salvador Allende berichtet. Die Premiere des Films erfolgte im September 2023 beim Toronto International Film Festival. Der Kinostart in Spanien erfolgte Ende Oktober 2023. Im Rahmen der Verleihung des Goya 2024 erhielt der Film drei Nominierungen.

## Handlung
María Magnolia lebt in einer Bergbaustadt im Herzen der Atacama-Wüste. Ihr Ehemann Medardo ist Bergmann in einer Salpetermine. María hat eine Leidenschaft für Film, Musik und Unterhaltung. Nansen, der Verwalter der Mine, ist von der schönsten Frau der Stadt angetan. María steigt in einen Bus und verlässt ihre Familie, um in der Großstadt ihr verpasstes Leben nachzuholen. Zuvor jedoch bittet sie ihre Tochter Maria Margarita ihr zu versprechen, dass sie nicht die gleichen falschen Entscheidungen in ihrem Leben treffen soll.
María Margarita beschließt allerdings, in die Fußstapfen ihrer Mutter zu treten, hat sie doch deren Liebe zum Kino geerbt und besitzt eine ganz besondere Gabe: Sie kann schnell und gut Filme nacherzählen, die sie im Kino am Rande der Stadt gesehen hat. Marias Talent und ihre Leidenschaft für Filme sind bald über ihren Familienkreis hinaus bekannt. Die Menschen hören Maria mit Freude und Vergnügen zu, wenn sie sie als „Filmerzählerin“ in neue, exotische Welten entführt und sie dabei den harten Alltag in den Salpeterminen vergessen können.

## Produktion

### Literarische Vorlage und Biografisches
Der Film basiert auf dem gleichnamigen Roman eines der meistgelesenen spanisch schreibenden Autoren, des chilenischen Literaturpreisträgers Hernán Rivera Letelier. Er wurde im Insel-Verlag in einer deutschen Übersetzung von Svenja Becker unter dem Titel Die Filmerzählerin veröffentlicht. Die Neue Zürcher Zeitung schreibt über den Roman, Die Filmerzählerin sei eine lakonische Liebeserklärung ans Kino geworden und eine noch viel größere Hommage ans Lesen und an die Macht der bildlichen Vorstellungskraft.

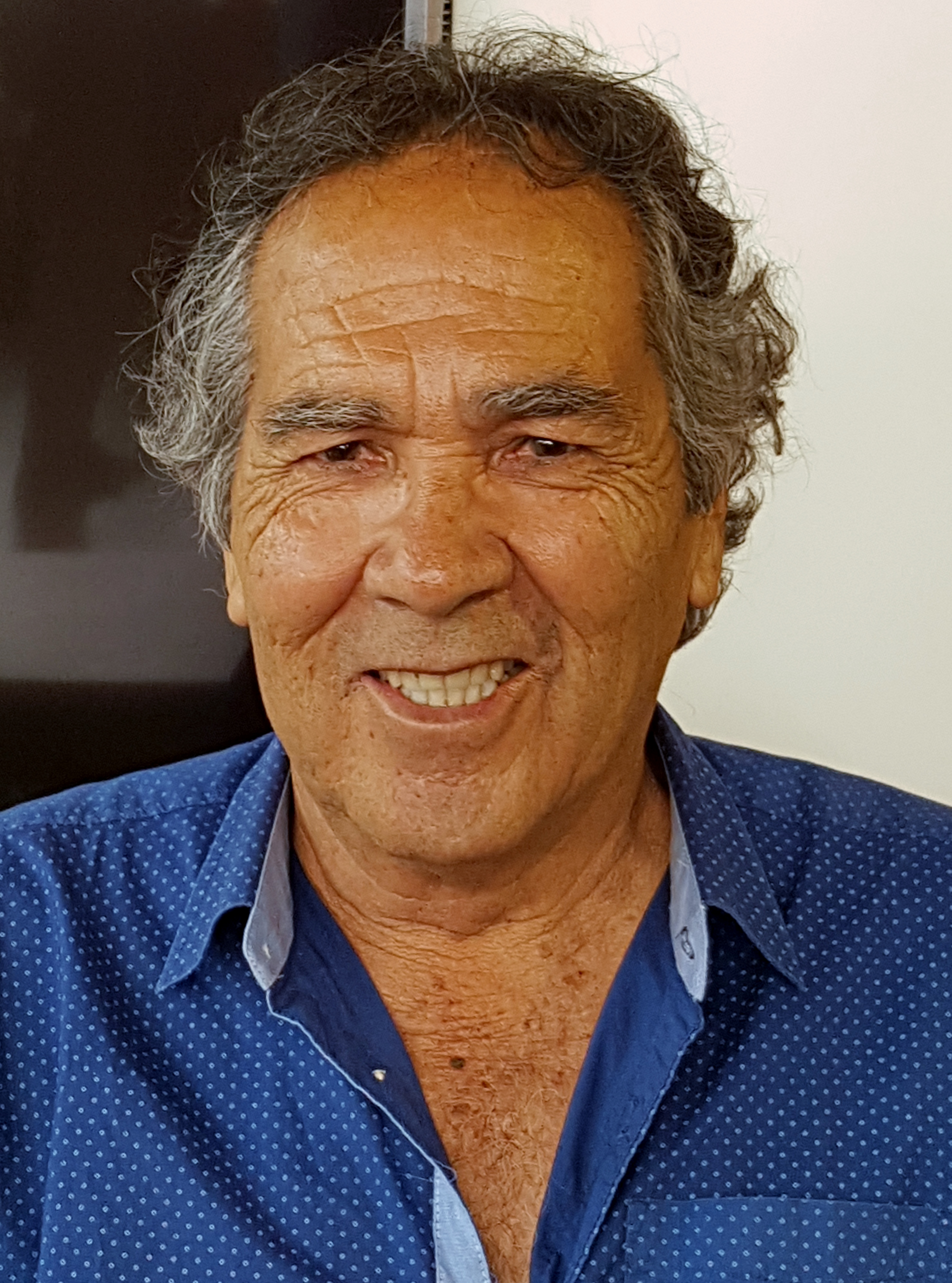
Der Film basiert auf dem Roman Die Filmerzählerin des chilenischen Literaturpreisträgers Hernán Rivera Letelier

Der Mitte des 20. Jahrhunderts in Talca geborene Rivera Letelier wuchs in ärmlichen Verhältnissen in der Atacama-Wüste auf und musste schon in jungen Jahren als Kumpel in den Minen arbeiten. Sein Roman La Contadora de Películas enthält daher auch autobiografische Aspekte. Bei der Protagonistin des Romans, die gleichzeitig auch die Erzählerin ist, handelt es sich um die zehnjährige María Margarita, die von ihrem Leben in dem chilenischen Minendorf berichtet und von ihrer Familie und wie es dazu kam, dass sie die Filmerzählerin wurde. In der entlegenen Minensiedlung inmitten der chilenischen Atacama-Wüste gibt es kaum etwas Aufregenderes als Kino, da die Hollywoodfilme mit Marilyn Monroe, John Wayne oder Charlton Heston den Dorfbewohnern eine willkommene Abwechslung vom Alltag boten. Als die Menschen in dem Dorf jedoch bemerken, dass María Margarita die dort gezeigten Filme äußerst anschaulich und dramatisch nacherzählen kann, finden sie darin etwas noch Schöneres als Kino und lassen sich von den Nacherzählungen des Mädchens verzaubern.
Neben dem Handlungsort finden sich auch in anderen Aspekten der Geschichte Parallelen zwischen dem Autor und der Figur der jungen Filmerzählerin. María wächst in dem männerdominierten Dorf mit ihren älteren Brüdern und dem nach einem Arbeitsunfall gelähmten, trinkenden Vater auf. Weil das Geld knapp ist und die früher von der ganzen Familie geliebten Kinobesuche irgendwann nicht mehr möglich sind, wählt der Vater María aus, die Filme anzusehen um sie anschließend der ganzen Familie nachzuerzählen. Das Schicksal meint es auch in späteren Jahren nicht gut mit dem Mädchen. Sie heiratet sehr jung und bekommt mit vierzehn ihr erstes Kind, worauf vier weitere in kurzen Abständen folgen. Die Ehe lässt ihre Begeisterung und Freude am Erzählen irgendwann nahezu verschwinden.
In dem Roman greift Rivera Letelier auch die politischen Veränderungen ab den 1960er Jahren auf. Während Eduardo Frei Montalva von 1964 bis 1970  Präsident seines Landes war und der demokratisch gewählte marxistisch-sozialistische Salvador Allende seine Nachfolge antrat, wurde Chile ab 1973 von Augusto Pinochet diktatorisch regiert. In diesen Jahren kam es zum Niedergang der alten Salpeterbergbaustädte im Norden Chiles.

### Regie und Drehbuch

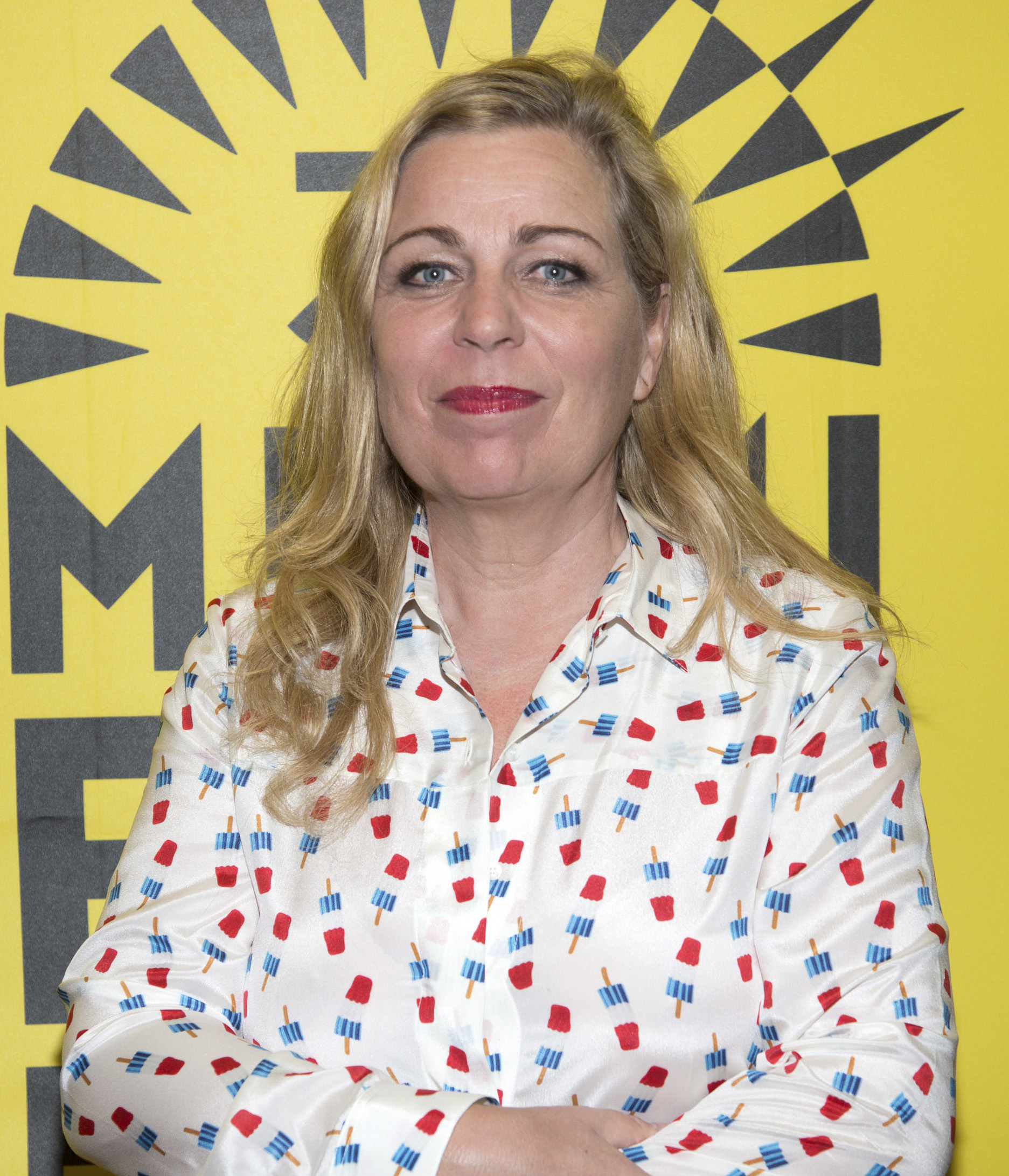
Die Regisseurin Lone Scherfig

Regie führte Lone Scherfig. Die dänische Filmemacherin erlangte im Jahr 2000 mit Italienisch für Anfänger Internationale Anerkennung, für den sie bei den Berliner Filmfestspielen den Silbernen Bären gewann. Im Jahr 2009 folgte An Education, basierend auf einem Drehbuch von Nick Hornby und danach führte sie Regie bei dem Liebesdrama Zwei an einem Tag mit Anne Hathaway und Jim Sturgess, The Riot Club und The Kindness of Strangers, der 2019 die Filmfestspiele in Berlin eröffnete. Das auf Rivera Leteliers Roman basierende Drehbuch schrieben der Brasilianer Walter Salles, der Spanier Rafa Russo und die Spanierin Isabel Coixet.
La Contadora de Películas verwendet auch Ausschnitte aus Filmen wie Verdammt in alle Ewigkeit von Fred Zinnemann von 1953, Wege zum Ruhm von Stanley Kubrick von 1957, Der Mann, der Liberty Valance erschoß von John Ford von 1962, Manche mögen’s heiß und Das Appartement von Billy Wilder von 1959 und 1960 oder Frühstück bei Tiffany von Blake Edwards von 1961, die die Einwohner der Bergbaustadt im Kino sehen.

### Besetzung und Dreharbeiten

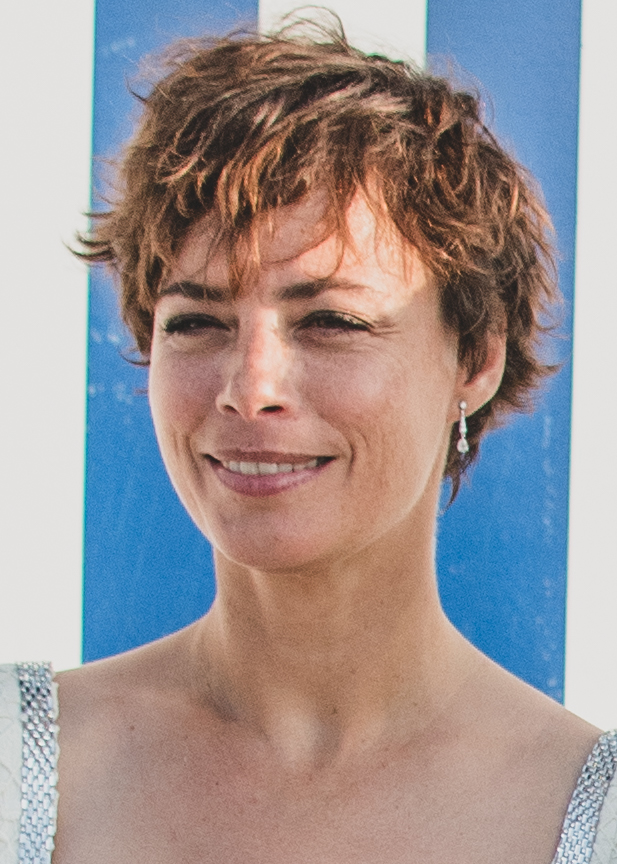
Bérénice Bejo spielt María Magnolia

In den weiblichen Hauptrollen sind die argentinisch-französische Schauspielerin Bérénice Bejo als María Magnolia und die chilenischen Nachwuchsschauspielerinnen Sara Becker und Alondra Valenzuela in der Titelrolle zu sehen. Valenzuela, die María Margarita als Elfjährige spielt, war zur Zeit der Dreharbeiten ungefähr im Alter der Protagonistin. Sie wirkte bereits zuvor in internationalen Filmen und in Soaps mit. In den männlichen Hauptrollen spielen der Spanier Antonio de la Torre Marías Ehemann, den Minenarbeiter Medardo, und der Deutsche Daniel Brühl dessen Vorgesetzten Nansen.  Weiter finden sich Pablo Schwarz, Mario Horton, Geraldine Neary, Max Salgado und Luis Dubó auf der Besetzungsliste.
Die Dreharbeiten für La contadora de películas wurden im Mai 2022 begonnen und fanden in Chile statt. Dort baute man in der Atacama-Wüste eine ganze Bergbaustadt nach. Der spanische Kameramann Daniel Aranyó war zuletzt für den Horrorfilm Cold Skin – Insel der Kreaturen von Xavier Gens, den Actionfilm The Last Days of American Crime von Olivier Megaton, die Liebeskomödie Loco por ella von Dani de la Orden und den Horrorthriller Bird Box: Barcelona von Álex und David Pastor tätig.

### Filmmusik und Veröffentlichung
Die Filmmusik komponierte der mehrfach für den Goya nominierte Spanier Fernando Velázquez. Das Soundtrack-Album soll im November 2023 von Quartet Records auf CD veröffentlicht werden.
Die Weltpremiere von La Contadora de Películas fand am 15. September 2023 beim Toronto International Film Festival statt. Am 21. Oktober 2023 eröffnete er die Semana Internacional de Cine de Valladolid. Der Kinostart in Spanien war am 27. Oktober 2023. Im Februar 2024 wurde er beim Santa Barbara International Film Festival gezeigt.

## Rezeption

### Kritiken
Von den bei Rotten Tomatoes aufgeführten Kritiken sind 85 Prozent positiv.

### Auszeichnungen
Goya 2024
- Nominierung als Beste Nachwuchsdarstellerin (Sara Becker)
- Nominierung für das Beste Szenenbild (Carlos Conti)
- Nominierung für die Besten Kostüme (Mercè Paloma)

Santa Barbara International Film Festival 2024
- Auszeichnung mit dem ASC Award for Cinematography (Daniel Aranyó)[14]

Semana Internacional de Cine de Valladolid 2023
- Auszeichnung mit dem Young Seminci Award (Lone Scherfig)[15]